# Zehnsberg
Der Zehnsberg ist ein 413,4 m ü. NHN hoher Berg im Landkreis Eichsfeld in Nordwestthüringen (Deutschland).

## Geographische Lage
Der Zehnsberg befindet sich zwischen den Ortschaften Hundeshagen im Norden, Leinefelde sowie Breitenbach im Südosten und Beuren im Südwesten und liegt je nach Grenzziehung am Übergang vom Ober- zum Untereichsfeld. Die Kreisstadt Heilbad Heiligenstadt befindet sich ungefähr neun Kilometer in südwestlicher Richtung.

## Natur
Der überwiegend bewaldete Berg, nur in östlicher Richtung gibt es einige landwirtschaftlich genutzte Flächen, besteht aus Laub- und Nadelwald. In südlicher Richtung zum Kessenberg (434,5 m ü. NHN) gibt es eine Kaisereiche, in westlicher Richtung zum Kalten Lindenberg (413,2 m ü. NHN) eine Linde als Naturdenkmal. Nördlich des Bergplateaus befindet sich die Abbruchkante zum Duderstädter Becken des Eichsfelder Beckens. Der Berg ist Quellgebiet zahlreicher Zuflüsse zur Hahle (Nisse) und Leine (Line unmittelbar auf dem Bergplateau, Volsbach, Haarbach).

## Namensherkunft
Vermutet wird eine Namensherkunft vom mittelalterlichen Zehnten, der Berg bildete die Grenze zwischen den zehntpflichtigen Sachsen nördlich und den teilweise vom Zehnten befreiten Thüringern südlich des Berges. Erste schriftliche Erwähnungen liegen für die Jahre 1600 und 1673 vor. Noch heute bildet der Berg die Sprachgrenze zwischen dem niederdeutschen und mitteldeutschen Dialekt im Eichsfeld.

## Besonderheiten
Auf dem Berg steht das alte Forsthaus „Zehnsberg“ (412,2 m) nahe der ehemaligen Landstraße 2018 zwischen Steinbach und Breitenbach und der L 2016 von Breitenbach nach Hundeshagen. Südwestlich am Fuße des Zehnsberges befindet sich ein Bodendenkmal mit Wüstung und Glashütte Volsbach aus dem frühen 16. Jahrhundert. Der Berg ist Namensgeber für das gleichnamige größere Forstrevier Zehnsberg und den gesamten Höhenzug des Zehnsberges von Leinefelde bis zur Landesgrenze nach Niedersachsen.